# Zuckermelone
Die Zuckermelone oder Melone (Cucumis melo) ist eine aus den Tropen und Subtropen stammende Pflanzenart, deren Beerenfrüchte als Obst genutzt werden. Sie ist eine Art aus der Gattung der Gurken (Cucumis), daher mit der Gurke näher verwandt als mit der Wassermelone, die jedoch wie die Zuckermelone zur Familie der Kürbisgewächse (Cucurbitaceae) gehört. Die Zuckermelone ist sehr variabel, es gibt sehr viele Zuchtformen. Süße Formen werden als Dessertmelonen verwendet, nicht süße Formen ähnlich der Gurke als Gemüse.

## Beschreibung

### Vegetative Merkmale

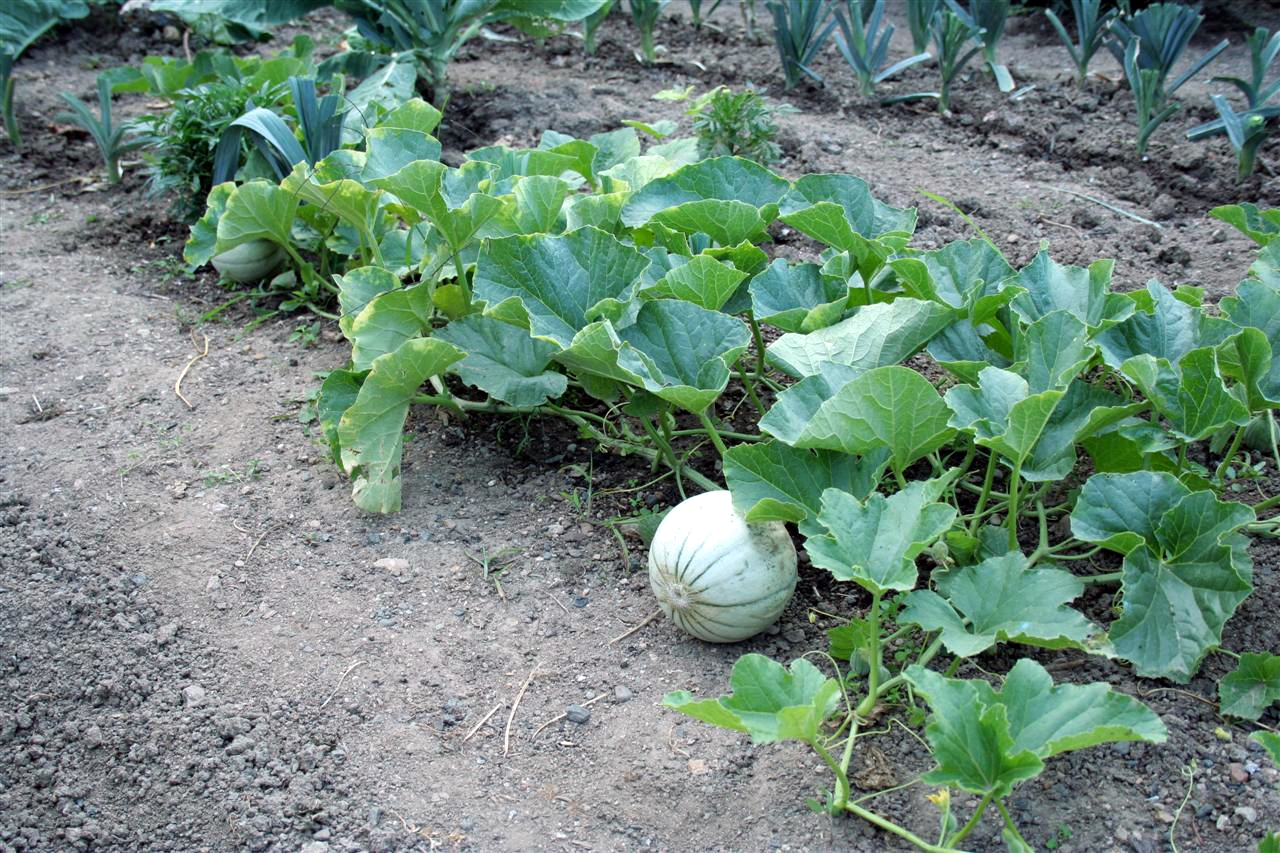
Habitus

Die Zuckermelone ist eine einjährige Pflanze und bildet ein bis fünf Meter lange, meist rankende Sprosse aus. Es gibt jedoch auch kompakte Cultivare mit kurzen Internodien. Die Sprossachsen sind rund, ihre Behaarung ist relativ weich verglichen mit der verwandten Gurke. Die Ranken sind unverzweigt und stehen einzeln an den Knoten. Die Blätter sind acht bis 25 Zentimeter lang und gleich breit. Sie sind im Umriss leicht herzförmig mit fünf abgerundeten Ecken. Der Blattrand ist fein gezähnt.

### Generative Merkmale

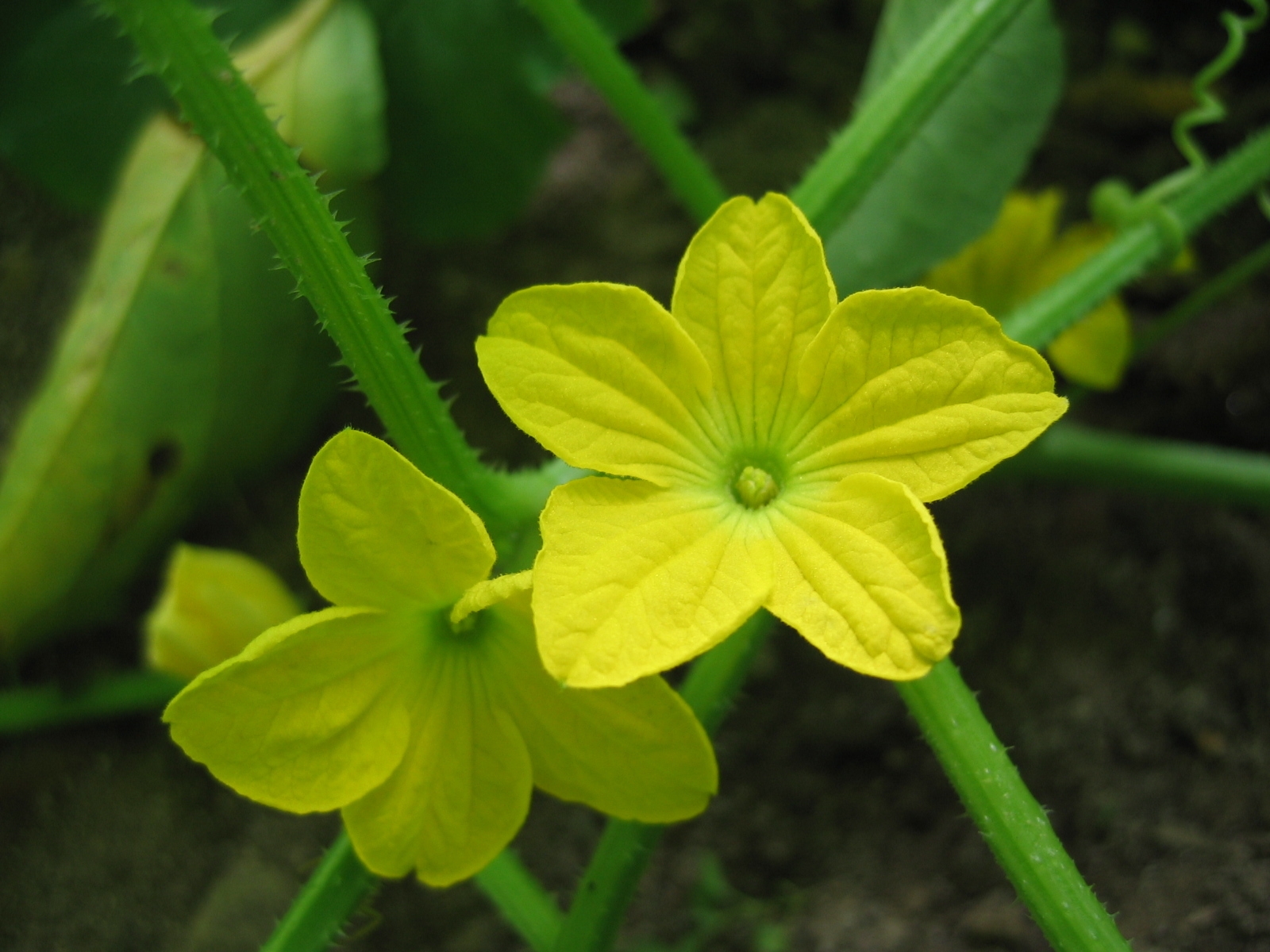
Blüte

Die Pflanzen sind monözisch, bilden also an einer Pflanze männliche und weibliche Blüten. Viele Kultivare sind jedoch andromonözisch (besitzen männliche und zwittrige Blüten an einer Pflanze). Die männlichen Blüten stehen in wenigblütigen Blütenständen, die weiblichen stehen einzeln. Die Kelchzipfel sind pfriemlich und kürzer als die Kelchröhre. Die Krone ist blassgelb und hat einen Durchmesser von zwei bis drei Zentimetern.
Die Frucht ist eine ovale bis runde Panzerbeere, die kopfgroß werden kann. Bei großen Früchten werden nur eine oder zwei pro Pflanze gebildet. Die Oberfläche ist je nach Varietät verschieden: glatt bei der Wintermelone, mit netzartigen Korkleisten bei der Netzmelone und mit warzig-wulstiger Oberfläche mit Längsrillen bei der Cantaloupe-Melone. Unreife Früchte sind behaart, reife sind kahl. Das Fruchtfleisch ist von grüner bis gelber, auch orangefarbener, weißer oder pinker Farbe und enthält zahlreiche längliche, abgeflachte Samen. Es gibt süße sowie nicht süße Sorten.
Die Chromosomenzahl ist 2n = 24.

## Inhaltsstoffe
In 100 Gramm essbarem Anteil der Früchte sind folgende Inhaltsstoffe enthalten: Brennwert 231 kJ (54 kcal), Wasser 86 g, Protein 0,9 g, Fett 0,1 g, Kohlenhydrate 12,4 g, Ballaststoffe 0,73 bis 0,98 g, Organische Säuren (vorwiegend Zitronensäure, auch Äpfelsäure) 0,08 g. Mineralstoffe: Calcium 13 mg, 0,2 mg Eisen, Kalium 309 mg, Magnesium 13 mg, 17 mg Natrium, 23 mg Phosphor.
Der Anstieg des Zuckergehalts im Verlauf der Reifung der Frucht ist allein auf den Anstieg im Saccharose-Gehalt zurückzuführen, der in reifen Früchten den Großteil der Kohlenhydrate ausmacht. Die Gehalte an Glucose und Fructose bleiben im Wesentlichen konstant. Andere Zucker, wie die als Transportsubstanzen im Phloem vorkommende Raffinose und Stachyose, sind in den Früchten nicht vorhanden.
Der charakteristische Duft bestimmter Melonentypen entsteht durch ein Gemisch an flüchtigen Aldehyden, Alkoholen, Estern und Acetaten (besonders Benzylacetat, Hexylacetat und 2-Methylbutylacetat). Ihre Bildung während der Reife wird durch das Pflanzenhormon Ethylen gesteuert. Auch schwefelhaltigen Verbindungen wird eine wichtige Rolle im Gesamtaroma zugeschrieben.

## Verbreitung
Wildformen in natürlichen Habitaten gibt es von Südwest-Afrika über Süd-, Ost- bis Nordost-Afrika, in Südwest-, Südzentral- und Südasien sowie Australien. Sie tragen verschiedene Namen, aber laut Hybridisierungs- und Isoenzym-Studien gehören alle der afrikanischen Ursprungsart an. Unklar bleibt, ob die Melone in Afrika oder Süd-/ Ost-Asien zur Kulturpflanze wurde. Die Domestizierung fand wohl parallel auf beiden Kontinenten statt. In Ägypten wurden Samen gefunden aus der Zeit um 3800–3550 v. Chr. nahe Hierakonpolis (Nubische Wüste), weitere aus China (um 3000 v. Chr.), aus dem Iran (3000 v. Chr.). Die ältesten Belege auf dem europäischen Kontinent kommen aus Griechenland (ca. 1400–900 v. Chr.); Tiryns (Spätbronzezeit), Kastanas (früheisenzeitlich).
Antike Texte - Hinweise: Sippen/Sorten: Plinius XIX (23) 67, Boden: Pall. IV 9,6, Saatgutvorbereitung, Aussaatzeitpunkt: Pall. IV 9,6; Geoponika XII 20, Diätik (s. auch Flaschenkürbis): Galen II 5, Kochrezepte: Apicius III 7.
Die Zuckermelone wird heute weltweit in den Tropen und Subtropen angebaut, wo es regional eine Vielzahl an Varietäten und Sorten gibt. Das natürliche Verbreitungsgebiet wird in den Tropen von Mittel- und Vorderasien vermutet. Ein Mannigfaltigkeitszentrum befindet sich in Indien. Im Mittelmeergebiet dürfte sie seit dem Altertum angebaut worden sein.
Wildwachsende Melonen kommen vorwiegend in Afrika und Asien vor, aber auch in Australien und im pazifischen Raum. In den Gebieten, wo sie angebaut werden, verwildern Melonen sehr leicht. Für Österreich wird angegeben, dass sie zwar selten und unbeständig verwildert, dann aber bevorzugt auf Klärschlammdeponien.

## Nutzung

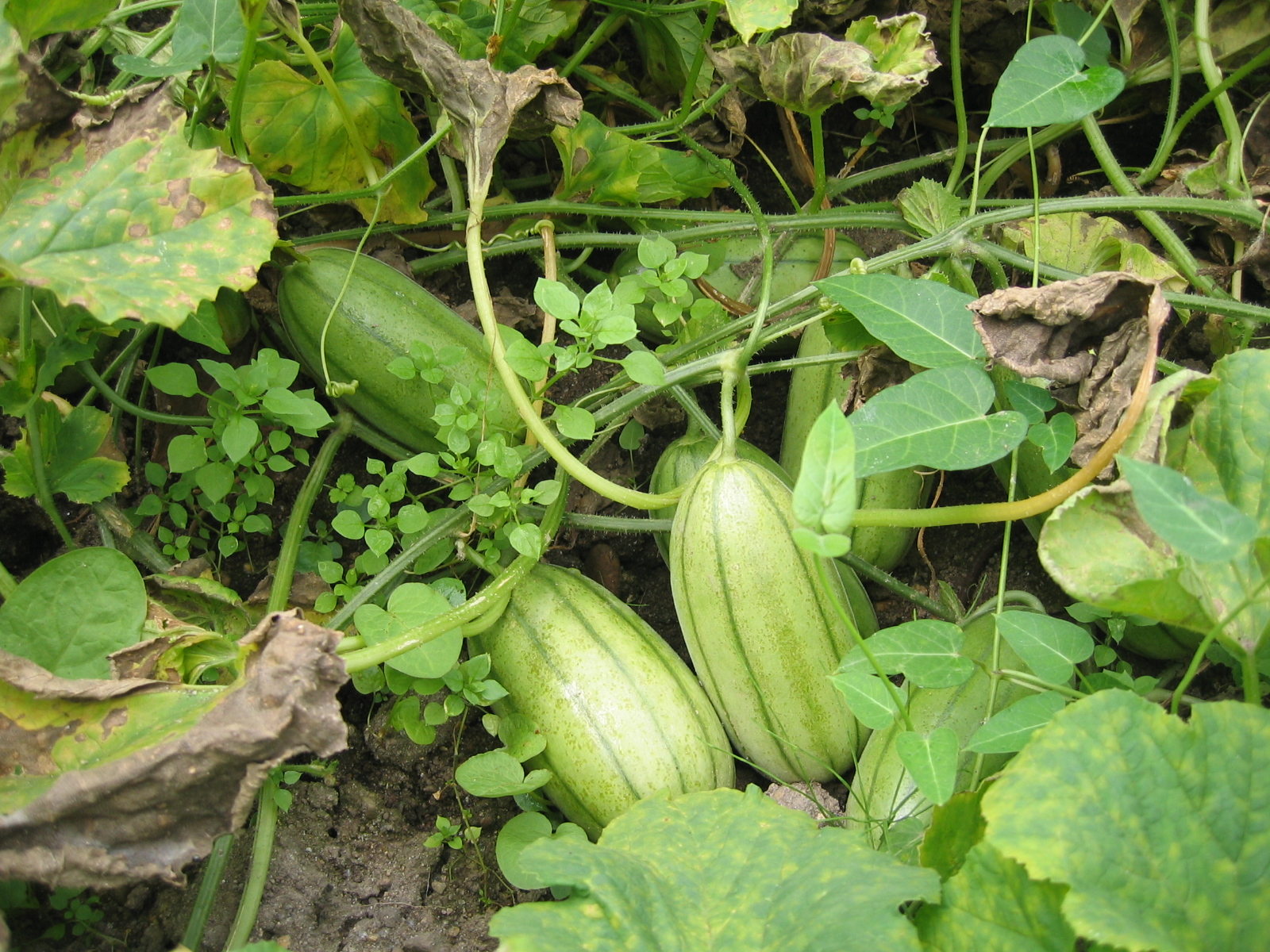
Pflanzen der Varietät Makuwa

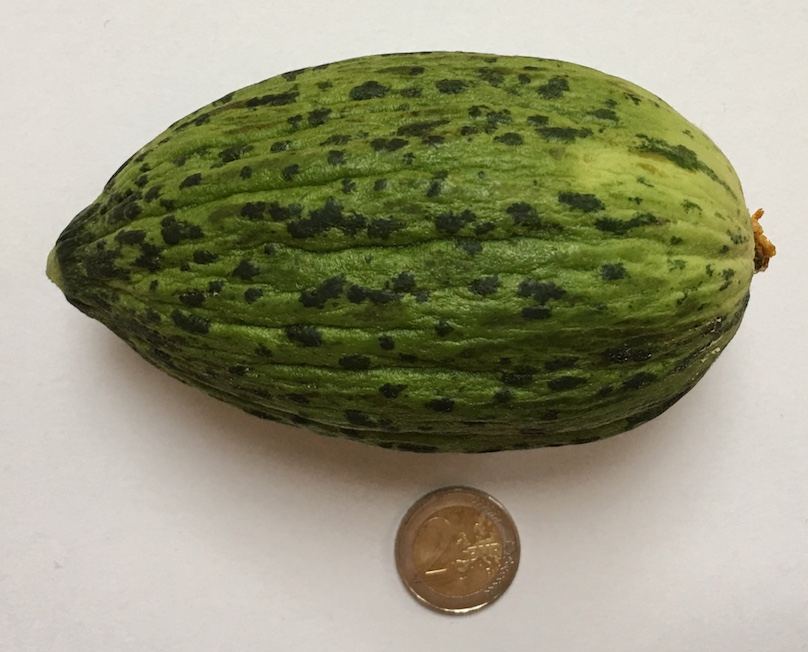
Kelek

Die Erträge schwanken zwischen 4 und 50 Tonnen pro Hektar und Jahr.
Die Weltjahresernte betrug 2006 27,6 Millionen Tonnen. Die größten Anbauländer waren China (15,5 Millionen Tonnen), Türkei (1,8 Millionen Tonnen), USA (1,2 Millionen Tonnen), Iran (1,1 Millionen Tonnen) und Spanien (1,0 Millionen Tonnen). Die Zuckermelone steht damit auf Platz sechs der kommerziell produzierten Gemüsearten. Neben Spanien sind in Europa noch Rumänien, Italien und Frankreich größere Anbauländer. In Deutschland wurden 2003 auf 70 Hektar Melonen angebaut.
Für die menschliche Ernährung ist der in manchen Sorten hohe Anteil an Vitamin A und C vorteilhaft, ebenso der Gehalt an Lithium und Zink. Der Gehalt an Vitamin E, Folsäure, Eisen und Kalzium ist im Vergleich zu anderen Obst- und Gemüsearten gering.

## Verschiedene Sorten
In Europa werden die Zuckermelonen in drei Großgruppen gegliedert:
- Wintermelonen sind relativ groß (1,5 bis 3 kg), besitzen keinen Geruch und sind sehr süß. Hierzu zählen etwa die 'Amarillo liso', 'Piel de Sapo', 'Tendral' und Honigmelone ('Gelbe Kanarische'). Sie reifen spät und sind lange haltbar. Im Gegensatz zu den beiden anderen Gruppen sind die Früchte nicht nachreifend.
- Netzmelonen sind duftend und relativ lange haltbar. Zu ihnen zählen 'Wester Shipper', die beiden 'Easter Shipper', 'Honey Dew' und die 'Galia'.
- Cantaloupe-Melonen sind duftend, meist nicht lange haltbar. Zu ihnen zählen die Charentais und 'Ogen'.

In Publikationen der EU wird die Art Cucumis melo generell als Melone bezeichnet. Innerhalb der EU ist die Angabe der Handelstype der Melonen verpflichtend, die Angabe der Sorte freiwillig. In der Vermarktungsnorm (Verordnung EG 1615/2001, zuletzt geändert durch EG 1016/2006) sind etwa Mindestgrößen und Mindest-Zuckergehalt definiert.
Die OECD unterscheidet aufgrund von Fruchtmerkmalen folgende 16 Handelstypen der Melone. Die deutschen Bezeichnungen folgen der deutschen Bundesanstalt für Landwirtschaft und Ernährung:
- Ananasmelone (Ananas d’Amérique, Persische Netzmelone)
- Baskavas
- Branco
- Western Shipper (Rockmelon, Amerikanische Netzmelone, Cantaloupe-Melone)
- Yellow Eastern Shipper (Gelbe italienische Netzmelone, Supermarket)
- Green Eastern Shipper (Grüne italienische Netzmelone)
- Honigmelone (Gelbe Kanarische, Amarillo, Tendral Amarillo)
- Gelbe Charentais
- Grüne Charentais
- Galia
- Honey Dew
- Kirkagac, Kurkash, Hidir
- Ogen
- Piel de Sapo (oder Futuro-Melone)
- Rochet
- Tendral, Yuva

In Indien gibt es eine Vielzahl von nichtsüßen Landrassen, die in verschiedenen Varianten als Gemüse ähnlich der Gurke zubereitet werden: bei „Phoot“ (var. momordica) reißen die Früchte zur Reife auf und haben ein mehliges, saures Fleisch; „Kakri“ wird als Salatgurke genutzt; „Vellarikkai“ wird besonders in Kerala angebaut und ist mehrere Monate lagerbar; Dosa Kaya wird gekocht als Gemüse gegessen; Kachri ist eine halbwilde Form mit kleinen Früchten von 60 bis 70 Gramm, die getrocknet als Garnierung von Gemüsegerichten verwendet werden.
In Japan werden hauptsächlich Hybridsorten (F1-Hybride) angebaut. Es gibt vier Haupttypen:
- Grünfleischige Netzmelonen: hierzu zählt mit 'Crown Melon' die mit bis zu 200 US-Dollar pro Frucht teuerste Sorte. Sie wird ausschließlich in Gewächshäusern gezogen und schmeckt besonders süß
- Rotfleischige Netzmelonen:
- Glattschalige Melonen: hierzu zählen die Makuwa (var. makuwa), die bereits in Gedichten aus dem 8. Jahrhundert n. Chr. bekannt sind.
- Oriental Pickling Melon (var. conomon) ist nicht süß und wird unreif zu Sauergemüsen verarbeitet, die „asa-zuke“ und „nara-zuke“ genannt werden. Bis ins 19. Jahrhundert waren sie in Japan beliebter als Gurken.
- Unreif geerntete Zuckermelonen, etwa faustgroß und dunkelgrün, werden in Deutschland als Saisongemüse im Frühherbst unter dem türkischen Namen „Kelek“ vermarktet. Im Geschmack erinnern sie an Gurken, sind jedoch fester und leicht süßlich, und werden wie diese gegessen: roh, geschmort oder sauer eingelegt.

## Systematik
In der traditionellen Klassifikation wird die Zuckermelone mit einigen afrikanischen Arten (Cucumis hirsutus, Cucumis humifructus und Cucumis sagittatus) gruppiert. Phylogenetische Untersuchungen zeigten jedoch, dass die Zuckermelone zu einer Klade mit asiatischen und australischen Arten gehört.
Die Anzahl der Melonensorten ist überaus groß. Allein in der EU sind über 500 Sorten zum Anbau zugelassen.
Es gibt verschiedene Klassifikationen innerhalb der Art. Grundlegende Arbeiten sind die von Naudin 1859 und die von Pangalo 1929. Pangalo hat die Art als eigene Gattung Melo mit mehreren Sektionen und einem Dutzend Arten geführt. Auf den Arbeiten von Naudin und Pangalo bauten die späteren Taxonomen auf. Ein einfaches System ist das von Munger und Robinson 1991, die die Art in sechs Varietäten (agrestis, cantalupensis, inodorus, flexousus, conomon, chito, momordica) einteilen.
Die folgende Klassifikation beruht auf dem Vorschlag von Pitrat et al. 2000:
- Unterart Cucumis melo L. subsp. agrestis (Naudin) Pangalo: Mit kurzen Haaren am Fruchtknoten
  - Varietät conomon Thunberg
  - Varietät makuwa Makino
  - Varietät chinensis Pangalo
  - Varietät momordica Roxburgh
  - Varietät acidulus Naudin
- Unterart Cucumis melo L. subsp. melo: Mit langen Haaren am Fruchtknoten
  - Varietät cantalupensis Naudin
  - Varietät reticulatus 
  - Varietät adana Pangalo
  - Varietät chandalak Pangalo
  - Varietät ameri Pangalo
  - Varietät inodorus Jacquin
  - Varietät flexuosus L.
  - Varietät chate Hasselsquist
  - Varietät tibish Mohamed
  - Varietät dudaim L.
  - Varietät chito Morren

Phylogenetische Untersuchungen konnten die Untergliederung von Munger und Robinson im Wesentlichen bestätigen: die Cultivare der „westlichen“ Varietäten cantalupensis und inodorus waren deutlich von den übrigen, überwiegend nicht-süßen Sorten getrennt. Die beiden Varietäten waren auch voneinander im Wesentlichen unterschieden, jedoch waren einige Sorten in der jeweils anderen Klade gruppiert. Auch die übrigen Varietäten waren im Wesentlichen als eigene Kladen erkennbar.

## Geschichte
Die Domestizierung der Zuckermelone wird auf 3000 v. Chr. geschätzt. Um 2000 v. Chr. dürfte sie im Alten Ägypten kultiviert worden sein, ebenso in Mesopotamien, Ost-Iran und China, in Indien um 1000 v. Chr. Im antiken Griechenland und Rom war sie ebenfalls bekannt. Im mittelalterlichen Europa fanden Samen und Saft von Cucumis melo (lateinisch damals melo) auch als Arzneimittelzutat Verwendung.
In den europäischen Sprachen gibt es drei Wortwurzeln für die Zuckermelone, weshalb man auf drei unabhängige Einführungen in Europa schließt: „Melon“ oder ähnlich in allen romanischen und germanischen Sprachen sowie Polnisch, Tschechisch, Slowenisch und Finnisch; „pepo“ im Rumänischen, πεπόνι im Griechischen, „pjepër“ im Albanischen, „papesh“ im Bulgarischen sowie regional im Italienischen; „dinja“ im Russischen und Serbokroatischen und „dinnye“ im Ungarischen, was sich vom lateinischen cydonea (Quitte, gelber Apfel) ableitet.
Im Mittelalter wurde die Zuckermelone oft nicht scharf unterschieden von Kürbis und Gurke.

## Trivialnamen
Für die Zuckermelone bestehen bzw. bestanden auch die weiteren deutschsprachigen Trivialnamen Bäbenen (mittelhochdeutsch), Beben, Bebene (mittelhochdeutsch), Befe (mittelhochdeutsch), Biboz (althochdeutsch), Cantalupe (im Sinne von Netzmelone), Erdapfel, Erdaphel (mittelniederdeutsch), Erdaphil (mittelniederdeutsch), Erdapphel (mittelniederdeutsch), Erdeaphel (mittelniederdeutsch), Erdeapphel (mittelniederdeutsch), Errapphel (mittelhochdeutsch), Melaum (Österreich), Melaun (mittelniederdeutsch), Meloen (mittelniederdeutsch), Melone (mittelhochdeutsch), Melonen (mittelhochdeutsch), Mellunen, Melun (mittelhochdeutsch), Melwen (mittelhochdeutsch), Meylon (mittelhochdeutsch), Pademe (mittelniederdeutsch), Päddem (Siebenbürgen), Päden (Siebenbürgen), Pebenun (althochdeutsch), Pedem, Pedeme, Pedemen, Pedo (althochdeutsch), Pedome (althochdeutsch), Pepano (althochdeutsch), Petuna (althochdeutsch), Peydame (mittelhochdeutsch), Pfädem (mittelhochdeutsch), Pfedemmen (mittelhochdeutsch), Pfemyn (althochdeutsch), Pheben, Pheddan (althochdeutsch), Pheden (althochdeutsch), Phedern, Piboz (althochdeutsch), Plotzer (oberdeutsch), Plützer (oberdeutsch), Zackerpädden (Siebenbürgen) und Zärti (Wien).